# 玖珂郡

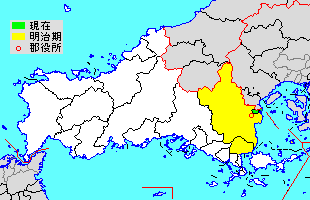
山口県玖珂郡の位置（緑：和木町）

- 令制国一覧 > 山陽道 > 周防国 > 玖珂郡
- 日本 > 中国地方 > 山口県 > 玖珂郡

玖珂郡（くがぐん）は、山口県（周防国）の郡。
人口5,502人、面積10.58km²、人口密度520人/km²。（2025年2月1日、推計人口）
以下の1町を含む。
- 和木町（わきちょう）

## 郡域
1879年（明治12年）に行政区画として発足した当時の郡域は、上記1町のほか、岩国市および柳井市の大部分（伊保庄・旭ケ丘・阿月・平郡を除く）にあたる。

## 歴史
- 養老5年（721年）　- 熊毛郡の一部の区域をもって分立。

### 近代以前の沿革
- 「旧高旧領取調帳」に記載されている明治初年時点での支配は以下の通り。（1町115村）

| 知行 | 知行       | 村数     | 村名 |
| ---- | ---------- | -------- | --- |
| 藩領 | 周防山口藩 | 32村     | 宇佐村、宇佐郷村、大原村、本谷村、秋掛村、阿賀村、中山村（現・岩国市美和町北中山）、生見村、下畑村、南桑村、波野村、本郷村、黒沢村（現・岩国市本郷町西黒沢）、宇塚村、須川村、深川村、府谷村、小川村、添谷村、広瀬村、中ノ瀬村、大野村、四馬神村、根笠村、三瀬川村、獺越村、野谷村、上久原村、下久原村、長野村（現・岩国市周東町西長野）、差川村、樋余地村 |
| 藩領 | 岩国領     | 1町 83村 | 岩国城下、天尾村、二鹿村、竹安村、行波村、下村、杭名村、瓦谷村、守内村、角村、保木村、明見谷村、相ノ谷村、伊房村、廿木村、近延村、上田村、行正村、大山村、入野村、土生村、寺山村、持国村、大谷村、御庄村、柱野村、叶木村、六呂師村、多田村、平田村、川西村、錦見村、牛野谷村、門前村、中津村、車村、向今津村、今津村、室木村、装束村、和木村、瀬田村、関ヶ浜村、小瀬村、関戸村、阿品村、由宇村、長野村（現・岩国市長野）、通津村、保津村、青木村、黒磯村、海土路村、藤生村、柱島、日積村、川上村、小畑村、中山村（現・岩国市周東町中山）、田尻村、祖生村、玖珂本郷村、伊陸村、須通村、柳井村、余田村、新庄村、古開作村、竪ヶ浜村、長谷村、日宛村、百合谷村、大根川村、岸根村、黒沢村（現・岩国市美和町黒沢）、中垣内村、瀬戸内村、滑村、釜ヶ原村、佐坂村、上駄床村、下駄床村、渋前村、西畑村 |

- 慶応4年3月13日（1868年4月5日） - 岩国領が立藩して岩国藩となる。
- 明治4年
  - 7月14日（1871年8月29日） - 廃藩置県により、山口県、岩国県の管轄となる。
  - 11月15日（1871年12月26日） - 第1次府県統合により、全域が山口県の管轄となる。
- 明治初年（2町117村）
  - 門前村の一部が分立して尾津村となる。
  - 玖珂本郷村の一部が分立して玖珂三市となる。
  - 柳井村の一部が分立して柳井津町となる。
- 明治5年（1872年） - 玖珂三市が玖珂本郷村に合併。（2町116村）
- 明治6年（1873年）（2町117村）
  - 岩国城下の一部［横山］が分立して横山村となる。
  - 岩国城下の一部［錦見の一部］が錦見村に合併。
- 明治7年（1874年）（2町118村）
  - 御庄村の一部が分立して田原村となる。
  - 須通村の一部［用田村・午王ノ内村］が分立して用田村となる。
  - 小畑村が川上村に合併。
  - 黒沢村が改称して西黒沢村となる。
- 明治8年（1875年） - 岩国城下が改称して岩国町となる。
- 明治9年（1876年）（2町120村）
  - 大島郡遠崎村・神代村・大畠村の所属郡が本郡に変更。
  - 竪ヶ浜村の所属郡が熊毛郡に変更。
- 明治11年（1878年） - 中山村（現・岩国市美和町北中山）が改称して北中山村となる。
- 明治12年（1879年）（2町121村）
  - 1月6日 - 郡区町村編制法の山口県での施行により行政区画としての玖珂郡が発足。郡役所が錦見村に設置。
  - 須通村が分割して上須通村[6]・下須通村となる。
  - 長野村（現・岩国市周東町西長野）が改称して西長野村となる。
- 明治13年（1880年） - 玖珂本郷村が改称して玖珂村となる。

### 町村制以降の沿革

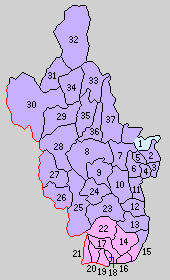
1.小瀬川村 2.麻里布村 3.川下村 4.愛宕村 5.岩国町 6.横山村 7.藤河村 8.北河内村 9.南河内村 10.師木野村 11.灘村 12.通津村 13.由宇村 14.日積村 15.神代村 16.鳴門村 17.柳井村 18.柳井津町 19.古開作村 20.新庄村 21.余田村 22.伊陸村 23.祖生村 24.玖珂村 25.高森村 26.米川村 27.川越村 28.桑根村 29.河波村 30.広瀬村 31.深須村 32.高根村 33.秋中村 34.本郷村 35.賀見畑村 36.渋前村 37.藤谷村（紫：岩国市 桃：柳井市 水色：和木町）

- 明治22年（1889年）4月1日 - 町村制の施行により、下記の町村が発足。特記以外は現・岩国市。（2町35村）
  - 小瀬川村 ← 小瀬村（現・岩国市）、関ヶ浜村、瀬田村、和木村（現・和木町）
  - 麻里布村 ← 装束村、室木村、今津村、柱島
  - 川下村 ← 向今津村、車村、中津村
  - 愛宕村 ← 尾津村、門前村、牛野谷村
  - 岩国町 ← 錦見村、岩国町
  - 横山村 ← 横山村、川西村、平田村
  - 藤河村 ← 関戸村、多田村、阿品村、田原村、御庄村、大谷村、持国村
  - 北河内村 ← 守内村、瓦谷村、杭名村、下村、天尾村、二鹿村、明見谷村、相ノ谷村、行波村
  - 南河内村 ← 伊房村、竹安村、土生村、角村、保木村、上田村、寺山村、近延村、行正村、入野村、大山村、廿木村
  - 師木野村 ← 柱野村、叶木村、六呂師村
  - 灘村 ← 海土路村、藤生村、黒磯村、青木村、保津村
  - 通津村 ← 通津村、長野村
  - 由宇村（単独村制）
  - 日積村（単独村制。現・柳井市）
  - 神代村（単独村制。現・岩国市、柳井市）
  - 鳴門村 ← 大畠村、遠崎村（現・柳井市）
  - 柳井村、柳井津町、古開作村、新庄村、余田村、伊陸村（それぞれ単独村制。現・柳井市）
  - 祖生村、玖珂村（それぞれ単独村制）
  - 高森村 ← 上久原村、下久原村、田尻村、中山村、用田村、川上村
  - 米川村 ← 上須通村、下須通村、差川村、西長野村、樋余地村
  - 川越村 ← 三瀬川村、獺越村
  - 桑根村 ← 南桑村、根笠村
  - 河波村 ← 四馬神村、添谷村、小川村、波野村
  - 広瀬村 ← 野谷村、中ノ瀬村、大野村、府谷村、広瀬村
  - 深須村 ← 須川村、深川村
  - 高根村 ← 大原村、宇佐郷村、宇佐村
  - 秋中村 ← 北中山村、秋掛村
  - 本郷村 ← 本郷村、宇塚村、西黒沢村、本谷村
  - 賀見畑村 ← 生見村、下畑村、阿賀村
  - 渋前村 ← 上駄床村、下駄床村、渋前村、西畑村
  - 藤谷村 ← 長谷村、日宛村、大根川村、百合谷村、岸根村、黒沢村、中垣内村、滑村、佐坂村、瀬戸内村、釜ヶ原村
- 明治29年（1896年）9月1日 - 郡制を施行。
- 明治32年（1899年）4月1日 - 小瀬川村が分割し、一部（小瀬）に小瀬村、残部（関ヶ浜・瀬田・和木）に和木村がそれぞれ発足。（2町36村）
- 明治35年（1902年）12月1日 - 北河内村の一部（明見谷）が高森村に編入。
- 明治37年（1904年）1月1日 - 渋前村・藤谷村が合併して坂上村が発足。（2町35村）
- 明治38年（1905年）
  - 1月1日 - 柳井村・柳井津町・古開作村が合併して柳井町が発足。（2町33村）
  - 4月1日 - 岩国町・横山村が合併し、改めて岩国町が発足。（2町32村）
- 明治44年（1911年）7月1日 - 河波村の一部（波野）が本郷村に編入。残部（小川・四馬神・添谷）が改称して河山村となる。
- 大正5年（1916年）6月1日 - 藤河村が分割し、一部（関戸・多田・阿品・田原）に改めて藤河村、残部（御庄・大谷・持国）に御庄村がそれぞれ発足。（2町33村）
- 大正12年（1923年）4月1日 - 郡会が廃止。郡役所は存続。
- 大正13年（1924年）8月1日（4町31村）
  - 玖珂村が町制施行して玖珂町となる。
  - 高森村が町制施行して高森町となる。
- 大正15年（1926年）
  - 2月11日 - 由宇村が町制施行して由宇町となる。（5町30村）
  - 7月1日 - 郡役所が廃止。以降は地域区分名称となる。
- 昭和3年（1928年）4月29日 - 麻里布村が町制施行して麻里布町となる。（6町29村）
- 昭和15年（1940年）
  - 4月1日 - 岩国町・麻里布町・川下村・愛宕村・灘村が合併して岩国市が発足し、郡より離脱。（4町26村）
  - 11月3日 - 広瀬村が町制施行して広瀬町となる。（5町25村）
- 昭和26年（1951年）10月 - ルース台風による被害を受ける。郡内の死者・行方不明者309人、重軽傷者1228人、家屋流出1159戸。道路決壊1507カ所、橋流出587カ所、堤防決壊1263カ所。自然災害の被害に対して、初めて警察予備隊の投入が行われた[7]。
- 昭和29年（1954年）3月31日 - 日積村・柳井町・新庄村・余田村・伊陸村が合併して柳井市が発足し、郡より離脱。（4町21村）
- 昭和30年（1955年）
  - 4月1日（5町6村）
    - 秋中村・賀見畑村が合併して美和村が発足。
    - 小瀬村・藤河村・御庄村・北河内村・南河内村・師木野村・通津村が岩国市に編入。
    - 高森町・祖生村・米川村・川越村が合併して周東町が発足。
    - 広瀬町・深須村・高根村が合併して錦町が発足。
    - 鳴門村および神代村の一部（神代）が合併して大畠村が発足。神代村の残部（神東）が由宇町に編入。

  - 7月20日 - 河山村・桑根村が合併して美川村が発足。（5町5村）
- 昭和31年（1956年）9月30日 - 美和村・坂上村が合併して美和町が発足。（5町4村）
- 昭和34年（1959年）4月1日 - 美川村が町制施行して美川町となる。（6町3村）
- 昭和46年（1971年）4月1日 - 大畠村が町制施行して大畠町となる。（7町2村）
- 昭和48年（1973年）4月1日 - 和木村が町制施行して和木町となる。（8町1村）
- 平成17年（2005年）2月21日 - 大畠町が柳井市と合併し、改めて柳井市が発足、郡より離脱。（7町1村）
- 平成18年（2006年）3月20日 - 由宇町・玖珂町・本郷村・周東町・錦町・美川町・美和町が岩国市と合併し、改めて岩国市が発足、郡より離脱。（1町）

### 変遷表
| 明治22年以前  | 明治22年以前                           | 明治22年以前           | 明治22年 4月1日 町村制施行 | 明治22年 - 明治45年          | 大正元年 - 昭和10年          | 昭和11年 - 昭和20年         | 昭和21年 - 昭和30年                      | 昭和31年 - 昭和64年        | 平成元年 - 現在        | 現在   |
| ------------- | -------------------------------------- | ---------------------- | -------------------------- | ---------------------------- | ---------------------------- | --------------------------- | ---------------------------------------- | -------------------------- | ---------------------- | ------ |
| 関ヶ浜村      | 関ヶ浜村                               | 関ヶ浜村               | 小瀬川村                   | 明治32年4月1日 和木村        | 和木村                       | 和木村                      | 和木村                                   | 昭和48年4月1日 町制 和木町 | 和木町                 | 和木町 |
| 瀬田村        |                                        |                        | 小瀬川村                   | 明治32年4月1日 和木村        | 和木村                       | 和木村                      | 和木村                                   | 昭和48年4月1日 町制 和木町 | 和木町                 | 和木町 |
| 和木村        |                                        |                        | 小瀬川村                   | 明治32年4月1日 和木村        | 和木村                       | 和木村                      | 和木村                                   | 昭和48年4月1日 町制 和木町 | 和木町                 | 和木町 |
| 小瀬村        | 小瀬村                                 | 小瀬村                 | 小瀬川村                   | 明治32年4月1日 小瀬村        | 小瀬村                       | 小瀬村                      | 昭和30年4月1日 岩国市に編入              | 岩国市                     | 平成18年3月20日 岩国市 | 岩国市 |
| 装束村        | 装束村                                 | 装束村                 | 麻里布村                   | 麻里布村                     | 昭和3年4月29日 町制 麻里布町 | 昭和15年4月1日 岩国市       | 岩国市                                   | 岩国市                     | 平成18年3月20日 岩国市 | 岩国市 |
| 室木村        |                                        |                        | 麻里布村                   | 麻里布村                     | 昭和3年4月29日 町制 麻里布町 | 昭和15年4月1日 岩国市       | 岩国市                                   | 岩国市                     | 平成18年3月20日 岩国市 | 岩国市 |
| 今津村        |                                        |                        | 麻里布村                   | 麻里布村                     | 昭和3年4月29日 町制 麻里布町 | 昭和15年4月1日 岩国市       | 岩国市                                   | 岩国市                     | 平成18年3月20日 岩国市 | 岩国市 |
| 柱島          |                                        |                        | 麻里布村                   | 麻里布村                     | 昭和3年4月29日 町制 麻里布町 | 昭和15年4月1日 岩国市       | 岩国市                                   | 岩国市                     | 平成18年3月20日 岩国市 | 岩国市 |
| 錦見村        | 錦見村                                 | 錦見村                 | 岩国町                     | 明治38年4月1日 岩国町        | 岩国町                       | 昭和15年4月1日 岩国市       | 岩国市                                   | 岩国市                     | 平成18年3月20日 岩国市 | 岩国市 |
| 岩国城下      | 明治6年 錦見村に合併                   | 錦見村                 | 岩国町                     | 明治38年4月1日 岩国町        | 岩国町                       | 昭和15年4月1日 岩国市       | 岩国市                                   | 岩国市                     | 平成18年3月20日 岩国市 | 岩国市 |
| 岩国城下      | 明治8年 改称 岩国町                    |                        | 岩国町                     | 明治38年4月1日 岩国町        | 岩国町                       | 昭和15年4月1日 岩国市       | 岩国市                                   | 岩国市                     | 平成18年3月20日 岩国市 | 岩国市 |
| 岩国城下      | 明治6年 分立 横山村                    | 明治6年 分立 横山村    | 横山村                     | 明治38年4月1日 岩国町        | 岩国町                       | 昭和15年4月1日 岩国市       | 岩国市                                   | 岩国市                     | 平成18年3月20日 岩国市 | 岩国市 |
| 川西村        |                                        |                        | 横山村                     | 明治38年4月1日 岩国町        | 岩国町                       | 昭和15年4月1日 岩国市       | 岩国市                                   | 岩国市                     | 平成18年3月20日 岩国市 | 岩国市 |
| 平田村        |                                        |                        | 横山村                     | 明治38年4月1日 岩国町        | 岩国町                       | 昭和15年4月1日 岩国市       | 岩国市                                   | 岩国市                     | 平成18年3月20日 岩国市 | 岩国市 |
| 向今津村      | 向今津村                               | 向今津村               | 川下村                     | 川下村                       | 川下村                       | 昭和15年4月1日 岩国市       | 岩国市                                   | 岩国市                     | 平成18年3月20日 岩国市 | 岩国市 |
| 車村          |                                        |                        | 川下村                     | 川下村                       | 川下村                       | 昭和15年4月1日 岩国市       | 岩国市                                   | 岩国市                     | 平成18年3月20日 岩国市 | 岩国市 |
| 中津村        |                                        |                        | 川下村                     | 川下村                       | 川下村                       | 昭和15年4月1日 岩国市       | 岩国市                                   | 岩国市                     | 平成18年3月20日 岩国市 | 岩国市 |
| 門前村        | 門前村                                 | 門前村                 | 愛宕村                     | 愛宕村                       | 愛宕村                       | 昭和15年4月1日 岩国市       | 岩国市                                   | 岩国市                     | 平成18年3月20日 岩国市 | 岩国市 |
| 門前村        | 明治初年 分立 尾津村                   |                        | 愛宕村                     | 愛宕村                       | 愛宕村                       | 昭和15年4月1日 岩国市       | 岩国市                                   | 岩国市                     | 平成18年3月20日 岩国市 | 岩国市 |
| 牛野谷村      |                                        |                        | 愛宕村                     | 愛宕村                       | 愛宕村                       | 昭和15年4月1日 岩国市       | 岩国市                                   | 岩国市                     | 平成18年3月20日 岩国市 | 岩国市 |
| 海土路村      | 海土路村                               | 海土路村               | 灘村                       | 灘村                         | 灘村                         | 昭和15年4月1日 岩国市       | 岩国市                                   | 岩国市                     | 平成18年3月20日 岩国市 | 岩国市 |
| 藤生村        |                                        |                        | 灘村                       | 灘村                         | 灘村                         | 昭和15年4月1日 岩国市       | 岩国市                                   | 岩国市                     | 平成18年3月20日 岩国市 | 岩国市 |
| 黒磯村        |                                        |                        | 灘村                       | 灘村                         | 灘村                         | 昭和15年4月1日 岩国市       | 岩国市                                   | 岩国市                     | 平成18年3月20日 岩国市 | 岩国市 |
| 青木村        |                                        |                        | 灘村                       | 灘村                         | 灘村                         | 昭和15年4月1日 岩国市       | 岩国市                                   | 岩国市                     | 平成18年3月20日 岩国市 | 岩国市 |
| 保津村        |                                        |                        | 灘村                       | 灘村                         | 灘村                         | 昭和15年4月1日 岩国市       | 岩国市                                   | 岩国市                     | 平成18年3月20日 岩国市 | 岩国市 |
| 関戸村        | 関戸村                                 | 関戸村                 | 藤河村                     | 藤河村                       | 藤河村                       | 藤河村                      | 昭和30年4月1日 岩国市に編入              | 岩国市                     | 平成18年3月20日 岩国市 | 岩国市 |
| 多田村        |                                        |                        | 藤河村                     | 藤河村                       | 藤河村                       | 藤河村                      | 昭和30年4月1日 岩国市に編入              | 岩国市                     | 平成18年3月20日 岩国市 | 岩国市 |
| 阿品村        |                                        |                        | 藤河村                     | 藤河村                       | 藤河村                       | 藤河村                      | 昭和30年4月1日 岩国市に編入              | 岩国市                     | 平成18年3月20日 岩国市 | 岩国市 |
| 御庄村        | 明治7年 分立 田原村                    | 明治7年 分立 田原村    | 藤河村                     | 藤河村                       | 藤河村                       | 藤河村                      | 昭和30年4月1日 岩国市に編入              | 岩国市                     | 平成18年3月20日 岩国市 | 岩国市 |
| 御庄村        | 御庄村                                 | 御庄村                 | 藤河村                     | 藤河村                       | 大正5年6月1日 分立 御庄村    | 御庄村                      | 昭和30年4月1日 岩国市に編入              | 岩国市                     | 平成18年3月20日 岩国市 | 岩国市 |
| 大谷村        |                                        |                        | 藤河村                     | 藤河村                       | 大正5年6月1日 分立 御庄村    | 御庄村                      | 昭和30年4月1日 岩国市に編入              | 岩国市                     | 平成18年3月20日 岩国市 | 岩国市 |
| 持国村        |                                        |                        | 藤河村                     | 藤河村                       | 大正5年6月1日 分立 御庄村    | 御庄村                      | 昭和30年4月1日 岩国市に編入              | 岩国市                     | 平成18年3月20日 岩国市 | 岩国市 |
| 柱野村        | 柱野村                                 | 柱野村                 | 師木野村                   | 師木野村                     | 師木野村                     | 師木野村                    | 昭和30年4月1日 岩国市に編入              | 岩国市                     | 平成18年3月20日 岩国市 | 岩国市 |
| 叶木村        |                                        |                        | 師木野村                   | 師木野村                     | 師木野村                     | 師木野村                    | 昭和30年4月1日 岩国市に編入              | 岩国市                     | 平成18年3月20日 岩国市 | 岩国市 |
| 六呂師村      |                                        |                        | 師木野村                   | 師木野村                     | 師木野村                     | 師木野村                    | 昭和30年4月1日 岩国市に編入              | 岩国市                     | 平成18年3月20日 岩国市 | 岩国市 |
| 通津村        | 通津村                                 | 通津村                 | 通津村                     | 通津村                       | 通津村                       | 通津村                      | 昭和30年4月1日 岩国市に編入              | 岩国市                     | 平成18年3月20日 岩国市 | 岩国市 |
| 長野村        |                                        |                        | 通津村                     | 通津村                       | 通津村                       | 通津村                      | 昭和30年4月1日 岩国市に編入              | 岩国市                     | 平成18年3月20日 岩国市 | 岩国市 |
| 伊房村        | 伊房村                                 | 伊房村                 | 南河内村                   | 南河内村                     | 南河内村                     | 南河内村                    | 昭和30年4月1日 岩国市に編入              | 岩国市                     | 平成18年3月20日 岩国市 | 岩国市 |
| 竹安村        |                                        |                        | 南河内村                   | 南河内村                     | 南河内村                     | 南河内村                    | 昭和30年4月1日 岩国市に編入              | 岩国市                     | 平成18年3月20日 岩国市 | 岩国市 |
| 土生村        |                                        |                        | 南河内村                   | 南河内村                     | 南河内村                     | 南河内村                    | 昭和30年4月1日 岩国市に編入              | 岩国市                     | 平成18年3月20日 岩国市 | 岩国市 |
| 角村          |                                        |                        | 南河内村                   | 南河内村                     | 南河内村                     | 南河内村                    | 昭和30年4月1日 岩国市に編入              | 岩国市                     | 平成18年3月20日 岩国市 | 岩国市 |
| 保木村        |                                        |                        | 南河内村                   | 南河内村                     | 南河内村                     | 南河内村                    | 昭和30年4月1日 岩国市に編入              | 岩国市                     | 平成18年3月20日 岩国市 | 岩国市 |
| 上田村        |                                        |                        | 南河内村                   | 南河内村                     | 南河内村                     | 南河内村                    | 昭和30年4月1日 岩国市に編入              | 岩国市                     | 平成18年3月20日 岩国市 | 岩国市 |
| 寺山村        |                                        |                        | 南河内村                   | 南河内村                     | 南河内村                     | 南河内村                    | 昭和30年4月1日 岩国市に編入              | 岩国市                     | 平成18年3月20日 岩国市 | 岩国市 |
| 近延村        |                                        |                        | 南河内村                   | 南河内村                     | 南河内村                     | 南河内村                    | 昭和30年4月1日 岩国市に編入              | 岩国市                     | 平成18年3月20日 岩国市 | 岩国市 |
| 行正村        |                                        |                        | 南河内村                   | 南河内村                     | 南河内村                     | 南河内村                    | 昭和30年4月1日 岩国市に編入              | 岩国市                     | 平成18年3月20日 岩国市 | 岩国市 |
| 入野村        |                                        |                        | 南河内村                   | 南河内村                     | 南河内村                     | 南河内村                    | 昭和30年4月1日 岩国市に編入              | 岩国市                     | 平成18年3月20日 岩国市 | 岩国市 |
| 大山村        |                                        |                        | 南河内村                   | 南河内村                     | 南河内村                     | 南河内村                    | 昭和30年4月1日 岩国市に編入              | 岩国市                     | 平成18年3月20日 岩国市 | 岩国市 |
| 廿木村        |                                        |                        | 南河内村                   | 南河内村                     | 南河内村                     | 南河内村                    | 昭和30年4月1日 岩国市に編入              | 岩国市                     | 平成18年3月20日 岩国市 | 岩国市 |
| 守内村        | 守内村                                 | 守内村                 | 北河内村                   | 北河内村                     | 北河内村                     | 北河内村                    | 昭和30年4月1日 岩国市に編入              | 岩国市                     | 平成18年3月20日 岩国市 | 岩国市 |
| 瓦谷村        |                                        |                        | 北河内村                   | 北河内村                     | 北河内村                     | 北河内村                    | 昭和30年4月1日 岩国市に編入              | 岩国市                     | 平成18年3月20日 岩国市 | 岩国市 |
| 杭名村        |                                        |                        | 北河内村                   | 北河内村                     | 北河内村                     | 北河内村                    | 昭和30年4月1日 岩国市に編入              | 岩国市                     | 平成18年3月20日 岩国市 | 岩国市 |
| 下村          |                                        |                        | 北河内村                   | 北河内村                     | 北河内村                     | 北河内村                    | 昭和30年4月1日 岩国市に編入              | 岩国市                     | 平成18年3月20日 岩国市 | 岩国市 |
| 天尾村        |                                        |                        | 北河内村                   | 北河内村                     | 北河内村                     | 北河内村                    | 昭和30年4月1日 岩国市に編入              | 岩国市                     | 平成18年3月20日 岩国市 | 岩国市 |
| 二鹿村        |                                        |                        | 北河内村                   | 北河内村                     | 北河内村                     | 北河内村                    | 昭和30年4月1日 岩国市に編入              | 岩国市                     | 平成18年3月20日 岩国市 | 岩国市 |
| 相ノ谷村      |                                        |                        | 北河内村                   | 北河内村                     | 北河内村                     | 北河内村                    | 昭和30年4月1日 岩国市に編入              | 岩国市                     | 平成18年3月20日 岩国市 | 岩国市 |
| 行波村        |                                        |                        | 北河内村                   | 北河内村                     | 北河内村                     | 北河内村                    | 昭和30年4月1日 岩国市に編入              | 岩国市                     | 平成18年3月20日 岩国市 | 岩国市 |
| 明見谷村      | 明見谷村                               | 明見谷村               | 北河内村                   | 明治35年12月1日 高森村に編入 | 大正13年8月1日 町制 高森町   | 高森町                      | 昭和30年4月1日 周東町                    | 周東町                     | 平成18年3月20日 岩国市 | 岩国市 |
| 上久原村      | 上久原村                               | 上久原村               | 高森村                     | 高森村                       | 大正13年8月1日 町制 高森町   | 高森町                      | 昭和30年4月1日 周東町                    | 周東町                     | 平成18年3月20日 岩国市 | 岩国市 |
| 下久原村      |                                        |                        | 高森村                     | 高森村                       | 大正13年8月1日 町制 高森町   | 高森町                      | 昭和30年4月1日 周東町                    | 周東町                     | 平成18年3月20日 岩国市 | 岩国市 |
| 田尻村        |                                        |                        | 高森村                     | 高森村                       | 大正13年8月1日 町制 高森町   | 高森町                      | 昭和30年4月1日 周東町                    | 周東町                     | 平成18年3月20日 岩国市 | 岩国市 |
| 中山村        |                                        |                        | 高森村                     | 高森村                       | 大正13年8月1日 町制 高森町   | 高森町                      | 昭和30年4月1日 周東町                    | 周東町                     | 平成18年3月20日 岩国市 | 岩国市 |
| 川上村        | 川上村                                 | 川上村                 | 高森村                     | 高森村                       | 大正13年8月1日 町制 高森町   | 高森町                      | 昭和30年4月1日 周東町                    | 周東町                     | 平成18年3月20日 岩国市 | 岩国市 |
| 小畑村        | 明治7年 川上村に合併                   | 川上村                 | 高森村                     | 高森村                       | 大正13年8月1日 町制 高森町   | 高森町                      | 昭和30年4月1日 周東町                    | 周東町                     | 平成18年3月20日 岩国市 | 岩国市 |
| 須通村        | 明治7年 分立 用田村                    | 明治7年 分立 用田村    | 高森村                     | 高森村                       | 大正13年8月1日 町制 高森町   | 高森町                      | 昭和30年4月1日 周東町                    | 周東町                     | 平成18年3月20日 岩国市 | 岩国市 |
| 須通村        | 須通村                                 | 明治12年 上須通村      | 米川村                     | 米川村                       | 米川村                       | 米川村                      | 昭和30年4月1日 周東町                    | 周東町                     | 平成18年3月20日 岩国市 | 岩国市 |
| 須通村        | 須通村                                 | 明治12年 下須通村      | 米川村                     | 米川村                       | 米川村                       | 米川村                      | 昭和30年4月1日 周東町                    | 周東町                     | 平成18年3月20日 岩国市 | 岩国市 |
| 差川村        |                                        |                        | 米川村                     | 米川村                       | 米川村                       | 米川村                      | 昭和30年4月1日 周東町                    | 周東町                     | 平成18年3月20日 岩国市 | 岩国市 |
| 長野村        | 長野村                                 | 明治12年 改称 西長野村 | 米川村                     | 米川村                       | 米川村                       | 米川村                      | 昭和30年4月1日 周東町                    | 周東町                     | 平成18年3月20日 岩国市 | 岩国市 |
| 樋余地村      |                                        |                        | 米川村                     | 米川村                       | 米川村                       | 米川村                      | 昭和30年4月1日 周東町                    | 周東町                     | 平成18年3月20日 岩国市 | 岩国市 |
| 祖生村        | 祖生村                                 | 祖生村                 | 祖生村                     | 祖生村                       | 祖生村                       | 祖生村                      | 昭和30年4月1日 周東町                    | 周東町                     | 平成18年3月20日 岩国市 | 岩国市 |
| 三瀬川村      | 三瀬川村                               | 三瀬川村               | 川越村                     | 川越村                       | 川越村                       | 川越村                      | 昭和30年4月1日 周東町                    | 周東町                     | 平成18年3月20日 岩国市 | 岩国市 |
| 獺越村        |                                        |                        | 川越村                     | 川越村                       | 川越村                       | 川越村                      | 昭和30年4月1日 周東町                    | 周東町                     | 平成18年3月20日 岩国市 | 岩国市 |
| 玖珂本郷村    | 玖珂本郷村                             | 明治13年 改称 玖珂村   | 玖珂村                     | 玖珂村                       | 大正13年8月1日 町制 玖珂町   | 玖珂町                      | 玖珂町                                   | 玖珂町                     | 平成18年3月20日 岩国市 | 岩国市 |
| 玖珂本郷村    | 明治初年から 明治5年まで 分立 玖珂三市 | 明治13年 改称 玖珂村   | 玖珂村                     | 玖珂村                       | 大正13年8月1日 町制 玖珂町   | 玖珂町                      | 玖珂町                                   | 玖珂町                     | 平成18年3月20日 岩国市 | 岩国市 |
| 野谷村        | 野谷村                                 | 野谷村                 | 広瀬村                     | 広瀬村                       | 広瀬村                       | 昭和15年11月3日 町制 広瀬町 | 昭和30年4月1日 錦町                      | 錦町                       | 平成18年3月20日 岩国市 | 岩国市 |
| 中ノ瀬村      |                                        |                        | 広瀬村                     | 広瀬村                       | 広瀬村                       | 昭和15年11月3日 町制 広瀬町 | 昭和30年4月1日 錦町                      | 錦町                       | 平成18年3月20日 岩国市 | 岩国市 |
| 大野村        |                                        |                        | 広瀬村                     | 広瀬村                       | 広瀬村                       | 昭和15年11月3日 町制 広瀬町 | 昭和30年4月1日 錦町                      | 錦町                       | 平成18年3月20日 岩国市 | 岩国市 |
| 府谷村        |                                        |                        | 広瀬村                     | 広瀬村                       | 広瀬村                       | 昭和15年11月3日 町制 広瀬町 | 昭和30年4月1日 錦町                      | 錦町                       | 平成18年3月20日 岩国市 | 岩国市 |
| 広瀬村        |                                        |                        | 広瀬村                     | 広瀬村                       | 広瀬村                       | 昭和15年11月3日 町制 広瀬町 | 昭和30年4月1日 錦町                      | 錦町                       | 平成18年3月20日 岩国市 | 岩国市 |
| 須川村        | 須川村                                 | 須川村                 | 深須村                     | 深須村                       | 深須村                       | 深須村                      | 昭和30年4月1日 錦町                      | 錦町                       | 平成18年3月20日 岩国市 | 岩国市 |
| 深川村        |                                        |                        | 深須村                     | 深須村                       | 深須村                       | 深須村                      | 昭和30年4月1日 錦町                      | 錦町                       | 平成18年3月20日 岩国市 | 岩国市 |
| 大原村        | 大原村                                 | 大原村                 | 高根村                     | 高根村                       | 高根村                       | 高根村                      | 昭和30年4月1日 錦町                      | 錦町                       | 平成18年3月20日 岩国市 | 岩国市 |
| 宇佐郷村      |                                        |                        | 高根村                     | 高根村                       | 高根村                       | 高根村                      | 昭和30年4月1日 錦町                      | 錦町                       | 平成18年3月20日 岩国市 | 岩国市 |
| 宇佐村        |                                        |                        | 高根村                     | 高根村                       | 高根村                       | 高根村                      | 昭和30年4月1日 錦町                      | 錦町                       | 平成18年3月20日 岩国市 | 岩国市 |
| 中山村        | 中山村                                 | 明治11年 改称 北中山村 | 秋中村                     | 秋中村                       | 秋中村                       | 秋中村                      | 昭和30年4月1日 美和村                    | 昭和31年9月30日 美和町     | 平成18年3月20日 岩国市 | 岩国市 |
| 秋掛村        |                                        |                        | 秋中村                     | 秋中村                       | 秋中村                       | 秋中村                      | 昭和30年4月1日 美和村                    | 昭和31年9月30日 美和町     | 平成18年3月20日 岩国市 | 岩国市 |
| 生見村        | 生見村                                 | 生見村                 | 賀見畑村                   | 賀見畑村                     | 賀見畑村                     | 賀見畑村                    | 昭和30年4月1日 美和村                    | 昭和31年9月30日 美和町     | 平成18年3月20日 岩国市 | 岩国市 |
| 下畑村        |                                        |                        | 賀見畑村                   | 賀見畑村                     | 賀見畑村                     | 賀見畑村                    | 昭和30年4月1日 美和村                    | 昭和31年9月30日 美和町     | 平成18年3月20日 岩国市 | 岩国市 |
| 阿賀村        |                                        |                        | 賀見畑村                   | 賀見畑村                     | 賀見畑村                     | 賀見畑村                    | 昭和30年4月1日 美和村                    | 昭和31年9月30日 美和町     | 平成18年3月20日 岩国市 | 岩国市 |
| 上駄床村      | 上駄床村                               | 上駄床村               | 渋前村                     | 明治37年1月1日 坂上村        | 坂上村                       | 坂上村                      | 坂上村                                   | 昭和31年9月30日 美和町     | 平成18年3月20日 岩国市 | 岩国市 |
| 下駄床村      |                                        |                        | 渋前村                     | 明治37年1月1日 坂上村        | 坂上村                       | 坂上村                      | 坂上村                                   | 昭和31年9月30日 美和町     | 平成18年3月20日 岩国市 | 岩国市 |
| 渋前村        |                                        |                        | 渋前村                     | 明治37年1月1日 坂上村        | 坂上村                       | 坂上村                      | 坂上村                                   | 昭和31年9月30日 美和町     | 平成18年3月20日 岩国市 | 岩国市 |
| 西畑村        |                                        |                        | 渋前村                     | 明治37年1月1日 坂上村        | 坂上村                       | 坂上村                      | 坂上村                                   | 昭和31年9月30日 美和町     | 平成18年3月20日 岩国市 | 岩国市 |
| 長谷村        | 長谷村                                 | 長谷村                 | 藤谷村                     | 明治37年1月1日 坂上村        | 坂上村                       | 坂上村                      | 坂上村                                   | 昭和31年9月30日 美和町     | 平成18年3月20日 岩国市 | 岩国市 |
| 日宛村        |                                        |                        | 藤谷村                     | 明治37年1月1日 坂上村        | 坂上村                       | 坂上村                      | 坂上村                                   | 昭和31年9月30日 美和町     | 平成18年3月20日 岩国市 | 岩国市 |
| 大根川村      |                                        |                        | 藤谷村                     | 明治37年1月1日 坂上村        | 坂上村                       | 坂上村                      | 坂上村                                   | 昭和31年9月30日 美和町     | 平成18年3月20日 岩国市 | 岩国市 |
| 百合谷村      |                                        |                        | 藤谷村                     | 明治37年1月1日 坂上村        | 坂上村                       | 坂上村                      | 坂上村                                   | 昭和31年9月30日 美和町     | 平成18年3月20日 岩国市 | 岩国市 |
| 岸根村        |                                        |                        | 藤谷村                     | 明治37年1月1日 坂上村        | 坂上村                       | 坂上村                      | 坂上村                                   | 昭和31年9月30日 美和町     | 平成18年3月20日 岩国市 | 岩国市 |
| 黒沢村        |                                        |                        | 藤谷村                     | 明治37年1月1日 坂上村        | 坂上村                       | 坂上村                      | 坂上村                                   | 昭和31年9月30日 美和町     | 平成18年3月20日 岩国市 | 岩国市 |
| 中垣内村      |                                        |                        | 藤谷村                     | 明治37年1月1日 坂上村        | 坂上村                       | 坂上村                      | 坂上村                                   | 昭和31年9月30日 美和町     | 平成18年3月20日 岩国市 | 岩国市 |
| 滑村          |                                        |                        | 藤谷村                     | 明治37年1月1日 坂上村        | 坂上村                       | 坂上村                      | 坂上村                                   | 昭和31年9月30日 美和町     | 平成18年3月20日 岩国市 | 岩国市 |
| 佐坂村        |                                        |                        | 藤谷村                     | 明治37年1月1日 坂上村        | 坂上村                       | 坂上村                      | 坂上村                                   | 昭和31年9月30日 美和町     | 平成18年3月20日 岩国市 | 岩国市 |
| 瀬戸内村      |                                        |                        | 藤谷村                     | 明治37年1月1日 坂上村        | 坂上村                       | 坂上村                      | 坂上村                                   | 昭和31年9月30日 美和町     | 平成18年3月20日 岩国市 | 岩国市 |
| 釜ヶ原村      |                                        |                        | 藤谷村                     | 明治37年1月1日 坂上村        | 坂上村                       | 坂上村                      | 坂上村                                   | 昭和31年9月30日 美和町     | 平成18年3月20日 岩国市 | 岩国市 |
| 南桑村        | 南桑村                                 | 南桑村                 | 桑根村                     | 桑根村                       | 桑根村                       | 桑根村                      | 昭和30年7月20日 美川村                   | 昭和34年4月1日 町制 美川町 | 平成18年3月20日 岩国市 | 岩国市 |
| 根笠村        |                                        |                        | 桑根村                     | 桑根村                       | 桑根村                       | 桑根村                      | 昭和30年7月20日 美川村                   | 昭和34年4月1日 町制 美川町 | 平成18年3月20日 岩国市 | 岩国市 |
| 四馬神村      | 四馬神村                               | 四馬神村               | 河波村                     | 明治44年7月1日 改称 河山村   | 河山村                       | 河山村                      | 昭和30年7月20日 美川村                   | 昭和34年4月1日 町制 美川町 | 平成18年3月20日 岩国市 | 岩国市 |
| 添谷村        |                                        |                        | 河波村                     | 明治44年7月1日 改称 河山村   | 河山村                       | 河山村                      | 昭和30年7月20日 美川村                   | 昭和34年4月1日 町制 美川町 | 平成18年3月20日 岩国市 | 岩国市 |
| 小川村        |                                        |                        | 河波村                     | 明治44年7月1日 改称 河山村   | 河山村                       | 河山村                      | 昭和30年7月20日 美川村                   | 昭和34年4月1日 町制 美川町 | 平成18年3月20日 岩国市 | 岩国市 |
| 波野村        | 波野村                                 | 波野村                 | 河波村                     | 明治44年7月1日 本郷村に編入  | 本郷村                       | 本郷村                      | 本郷村                                   | 本郷村                     | 平成18年3月20日 岩国市 | 岩国市 |
| 本郷村        | 本郷村                                 | 本郷村                 | 本郷村                     | 本郷村                       | 本郷村                       | 本郷村                      | 本郷村                                   | 本郷村                     | 平成18年3月20日 岩国市 | 岩国市 |
| 宇塚村        |                                        |                        | 本郷村                     | 本郷村                       | 本郷村                       | 本郷村                      | 本郷村                                   | 本郷村                     | 平成18年3月20日 岩国市 | 岩国市 |
| 黒沢村        | 明治7年 改称 西黒沢村                  | 明治7年 改称 西黒沢村  | 本郷村                     | 本郷村                       | 本郷村                       | 本郷村                      | 本郷村                                   | 本郷村                     | 平成18年3月20日 岩国市 | 岩国市 |
| 本谷村        |                                        |                        | 本郷村                     | 本郷村                       | 本郷村                       | 本郷村                      | 本郷村                                   | 本郷村                     | 平成18年3月20日 岩国市 | 岩国市 |
| 由宇村        | 由宇村                                 | 由宇村                 | 由宇村                     | 由宇村                       | 大正15年2月11日 町制 由宇町  | 由宇町                      | 由宇町                                   | 由宇町                     | 平成18年3月20日 岩国市 | 岩国市 |
| 大島郡 神代村 | 明治9年 玖珂郡神代村                   | 明治9年 玖珂郡神代村   | 神代村                     | 神代村                       | 神代村                       | 神代村                      | 昭和30年4月1日 （神東地区） 由宇町に編入 | 由宇町                     | 平成18年3月20日 岩国市 | 岩国市 |
| 大島郡 神代村 | 明治9年 玖珂郡神代村                   | 明治9年 玖珂郡神代村   | 神代村                     | 神代村                       | 神代村                       | 神代村                      | 昭和30年4月1日 （神代地区） 合併 大畠村  | 昭和46年4月1日 町制 大畠町 | 平成17年2月21日 柳井市 | 柳井市 |
| 大島郡 大畠村 | 明治9年 玖珂郡大畠村                   | 明治9年 玖珂郡大畠村   | 鳴門村                     | 鳴門村                       | 鳴門村                       | 鳴門村                      | 昭和30年4月1日 合併 大畠村               | 昭和46年4月1日 町制 大畠町 | 平成17年2月21日 柳井市 | 柳井市 |
| 大島郡 遠崎村 | 明治9年 玖珂郡遠崎村                   | 明治9年 玖珂郡遠崎村   | 鳴門村                     | 鳴門村                       | 鳴門村                       | 鳴門村                      | 昭和30年4月1日 合併 大畠村               | 昭和46年4月1日 町制 大畠町 | 平成17年2月21日 柳井市 | 柳井市 |
| 柳井村        | 明治初年 分立 柳井津町                 | 明治初年 分立 柳井津町 | 柳井津町                   | 明治38年1月1日 柳井町        | 柳井町                       | 柳井町                      | 昭和29年3月31日 柳井市                   | 柳井市                     | 平成17年2月21日 柳井市 | 柳井市 |
| 柳井村        | 柳井村                                 | 柳井村                 | 柳井村                     | 明治38年1月1日 柳井町        | 柳井町                       | 柳井町                      | 昭和29年3月31日 柳井市                   | 柳井市                     | 平成17年2月21日 柳井市 | 柳井市 |
| 古開作村      | 古開作村                               | 古開作村               | 古開作村                   | 明治38年1月1日 柳井町        | 柳井町                       | 柳井町                      | 昭和29年3月31日 柳井市                   | 柳井市                     | 平成17年2月21日 柳井市 | 柳井市 |
| 新庄村        | 新庄村                                 | 新庄村                 | 新庄村                     | 新庄村                       | 新庄村                       | 新庄村                      | 昭和29年3月31日 柳井市                   | 柳井市                     | 平成17年2月21日 柳井市 | 柳井市 |
| 余田村        | 余田村                                 | 余田村                 | 余田村                     | 余田村                       | 余田村                       | 余田村                      | 昭和29年3月31日 柳井市                   | 柳井市                     | 平成17年2月21日 柳井市 | 柳井市 |
| 日積村        | 日積村                                 | 日積村                 | 日積村                     | 日積村                       | 日積村                       | 日積村                      | 昭和29年3月31日 柳井市                   | 柳井市                     | 平成17年2月21日 柳井市 | 柳井市 |
| 伊陸村        | 伊陸村                                 | 伊陸村                 | 伊陸村                     | 伊陸村                       | 伊陸村                       | 伊陸村                      | 昭和29年3月31日 柳井市                   | 柳井市                     | 平成17年2月21日 柳井市 | 柳井市 |

## 行政
歴代郡長
| 代 | 氏名 | 就任年月日               | 退任年月日                | 備考                   |
| -- | ---- | ------------------------ | ------------------------- | ---------------------- |
| 1  |      | 明治12年（1879年）1月6日 |                           |                        |
|    |      |                          | 大正15年（1926年）6月30日 | 郡役所廃止により、廃官 |